# Charols
 Charols  là một xã thuộc tỉnh Drôme trong vùng Auvergne-Rhône-Alpes đông nam nước Pháp. Xã Charols nằm ở khu vực có độ cao từ 184-290 mét trên mực nước biển.